# Stratfield Mortimer
Stratfield Mortimer – wieś w Anglii, w hrabstwie ceremonialnym Berkshire, w dystrykcie (unitary authority) West Berkshire. Leży 10 km na południowy zachód od centrum miasta Reading i 65 km na zachód od centrum Londynu.